# Südwestdeutscher Handballverband
Der Südwestdeutsche Handball-Verband (SWHV) war bis zu seiner Auflösung ein Regionalverband im Deutschen Handballbund (DHB) und bestand aus den sechs Landesverbänden.

## Geschichte
Der Regionalverband wurde 1952 gegründet und bestand nur aus den Landesverbänden Hessen, Saarland, Pfalz und Rheinhessen. Im Dezember 1990 wurde der Thüringische Landesverband aufgenommen.
Am 1. Januar 2002 wurde der auf rheinland-pfälzischem Gebiet liegende Handball-Verband Rheinland in den SWHV als 6. Verband eingegliedert. Zuvor war dieser dem Westdeutschen Handballverband angegliedert.  Am 29. Oktober 2011 hat ein außerordentlicher Verbandstag in Erfurt seine Auflösung beschlossen. Dies hatte seine Ursache darin, dass durch die Gründung der 3. Ligen, die vom DHB geleitet werden, und der männlichen A-Jugend-Bundesligen und die Stärkung der Oberligen, die von den Landesverbänden geleitet werden, kein eigener Spielbetrieb mehr stattfindet. Letzter Präsident war der Merziger Rechtsanwalt Wolfgang Kirsch, der auf dem letzten ordentlichen Verbandstag am 3. Juli 2010 in Koblenz erst gewählt wurde. Dieser verbleibt noch bis zum 31. Dezember 2012 im Erweiterten Präsidium des DHB. Beim letzten Verbandstag wurden Ehrenpräsident Wolfgang Faß (Heusenstamm) und Ehrenmitglied Jürgen Blaschke (Mainz). (Stand: November 2011)

### Landesverbände
| - Hessischer Handballverband (HHV) - Pfälzer Handball-Verband (PfHV) - Handball-Verband Rheinhessen (HVR) | - Handball-Verband Rheinland (HVR) - Handball-Verband Saar (HVS) - Thüringer Handball-Verband (THV) |

## Wettbewerbe
Der SWHV organisierte von 1969 bis 2010 die Regionalliga Südwest und zudem von 2000 bis 2005 die Regionalliga Mitte.

## Letztes Präsidium
Das letzte Präsidium setzte sich wie folgt zusammen:
| - Präsident: Wolfgang Kirsch (Merzig) - Vizepräsident: Josef Semmelroth (Linden) - Technische Kommission: Fritz Facklam (Neustadt/Weinstraße) - Rechtswart: Michael Krolla, Rechtsanwalt (Bingen am Rhein) - Schatzmeister: Georg Gerhard (Zwingenberg) | - Präsident Hessischer HV: Rolf Mai - Thüringer HV: Wolfgang Birth - HV Rheinland: Helmut Bündgen - HV Rheinhessen: Klaus Kuhn - Pfälzischer HV: Friedhelm Jakob - HV Saar: Eugen Roth |